# Pseudoborocera legrasi
Pseudoborocera legrasi är en fjärilsart som beskrevs av De Lajonquière 1972. Pseudoborocera legrasi ingår i släktet Pseudoborocera och familjen ädelspinnare. Inga underarter finns listade i Catalogue of Life.